# Kertzfeld
Kertzfeld é uma comuna francesa na região administrativa de Grande Leste, no departamento Baixo Reno. Estende-se por uma área de 9,47 km². Em 2010 a comuna tinha 1 227 habitantes (densidade: 129,6 hab./km²).